# Eva Byszio
Eva Byszio (* 25. Mai 1993 in Ingolstadt) ist eine ehemalige deutsche Eishockeyspielerin, die zwischen 2007 und 2022 für den ERC Ingolstadt aktiv war und von 2014 bis 2017 der deutschen Frauen-Nationalmannschaft angehörte.

## Karriere
Eva Byszio und ihre Schwester Paula kamen über den kanadischen Eishockeyspieler Mike Stevens zum Eishockey. Seit der Jugend spielte sie für den ERC Ingolstadt. Ab 2007 lief sie parallel zu den Nachwuchsmannschaften für die Frauenmannschaft des ERCI in der Landesliga Bayern auf. 2012 schaffte sie mit dieser den Aufstieg in die Fraueneishockey-Bundesliga (DFEL). Mit dem ERCI gewann sie 2022 durch einen 3:1-Sieg im Playoff-Finale die erste Frauen-Meisterschaft in der Vereinsgeschichte. Anschließend beendete sie ihre Karriere.
Eva Byszio spielte zwischen 2009 und 2011 für die U18-Nationalmannschaft und von 2014 bis 2017 für die A-Nationalmannschaft. 2015 nahm sie an der Frauen-Weltmeisterschaft teil und stieg dabei mit dem Nationalteam in die Division I ab.

## Erfolge
- 2015: DEB-Pokal-Finalist mit dem ERC Ingolstadt
- 2017: Deutscher Vizemeister mit dem ERC Ingolstadt
- 2018: DEB-Pokal-Finalist mit dem ERC Ingolstadt
- 2022: Deutscher Meister mit dem ERC Ingolstadt

## Privates
Eva Byszio ist ausgebildete Polizistin und betreibt CrossFit. Ihr Vater Günter Byszio ist Manager der ERC Ingolstadt Frauen.